# Ernest Dethorey i Camps
Ernest Dethorey i Camps (Barcelona, 13 de setembre de 1901 - Estocolm, 24 d'octubre 1992) fou un periodista i traductor català nacionalitzat suec.

## Biografia
De 1904 a 1914 va viure a les Filipines. En 1917 estudià mecanografia i comptabilitat a l'Acadèmia Hispano-Francesa de Barcelona. El 1919 es traslladà a Libèria, però emmalaltí de malària i cap al 1920 s'instal·la a Mallorca. Des del 1921 hi exercí la crítica d'art, avantguardista i antiacadèmica, a El Día (propietat de Joan March Ordinas) i La Nostra Terra. Participà activament en la vida cultural mallorquina associat als avantguardistes Jacob Sureda, Gabriel Alomar i Fortunio Bonanova i va mantenir una extensa correspondència, inèdita, amb l'escriptor Llorenç Villalonga Col·laborà a La Voz de Sóller, La Libertad i La Vanguardia, de la qual fou corresponsal a Suècia des del 1929.
El 1927 es casà amb la ciutadana sueca Gertie Börjesson i s'instal·la a Suècia, on exercirà de professor d'espanyol al Påhlmans Handelshögskola d'Estocolm des de 1934 i de corresponsal de diversos diaris espanyols. Durant la guerra civil espanyola va exercir de canceller i cap de premsa de l'ambaixada de la Segona República Espanyola a Estocolm.
Ideològicament era republicà d'esquerres, raó per la qual s'exilià definitivament a la fi de la guerra civil espanyola i el 1944 va obtenir la ciutadania sueca. Durant la Segona Guerra Mundial va acollir refugiats del nazisme com Willy Brandt i Bruno Kreisky. El 7 d'abril de 1949 va rebre a París el premi Patria Libertad Republica de la República espanyola en l'exili.
Amb Knut Ahnlund traduí al suec Mazurca para dos muertos i Del Miño al Bidasoa, de Camilo José Cela, així com altres obres de literatura castellana. També fou assessor de literatura castellana de l'Acadèmia Sueca.
El 1989 fou l'únic guardonat amb la Creu de Sant Jordi. Simultàniament el rei Joan Carles I d'Espanya li va imposar la medalla de l'Orde d'Isabel la Catòlica a l'ambaixada a Djurgården.

## Obres
- Kokó, la reina Krú (1923)